# Empyreuma pugione
Empyreuma pugione is een beervlinder uit de familie van de spinneruilen (Erebidae). De wetenschappelijke naam werd gepubliceerd in 1767 door Carl Linnaeus.